# Compagnie parisienne de gaz

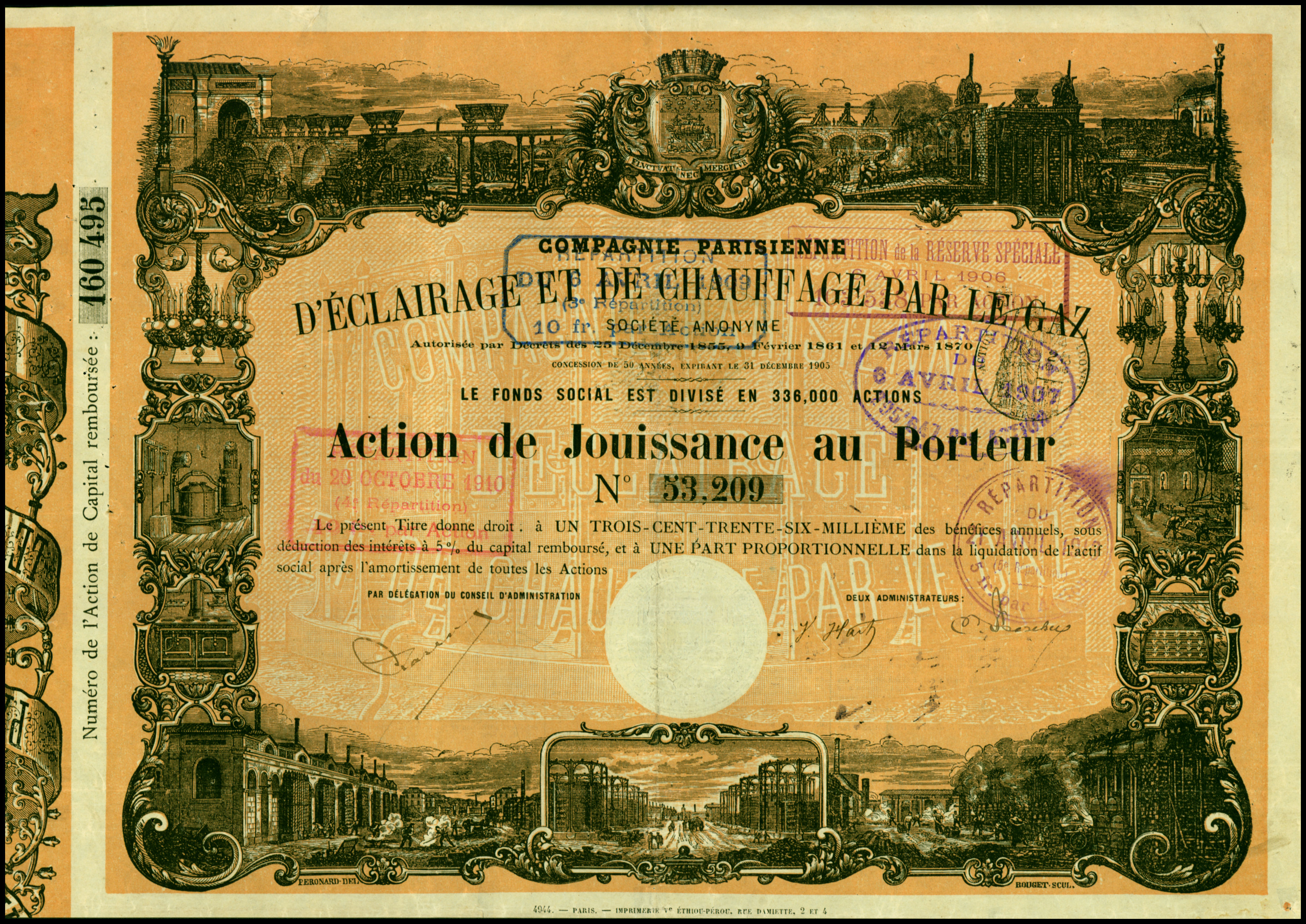
Action de jouissance de la Compagnie parisienne d'éclairage et de chauffage par le gaz SA, en date du 12 mars 1870.

La Compagnie parisienne de gaz, appelée aussi Compagnie parisienne d'éclairage et de chauffage par le gaz, fut créée en 1855 et liquidée en 1905, la concession accordée ayant pris fin.

## Historique

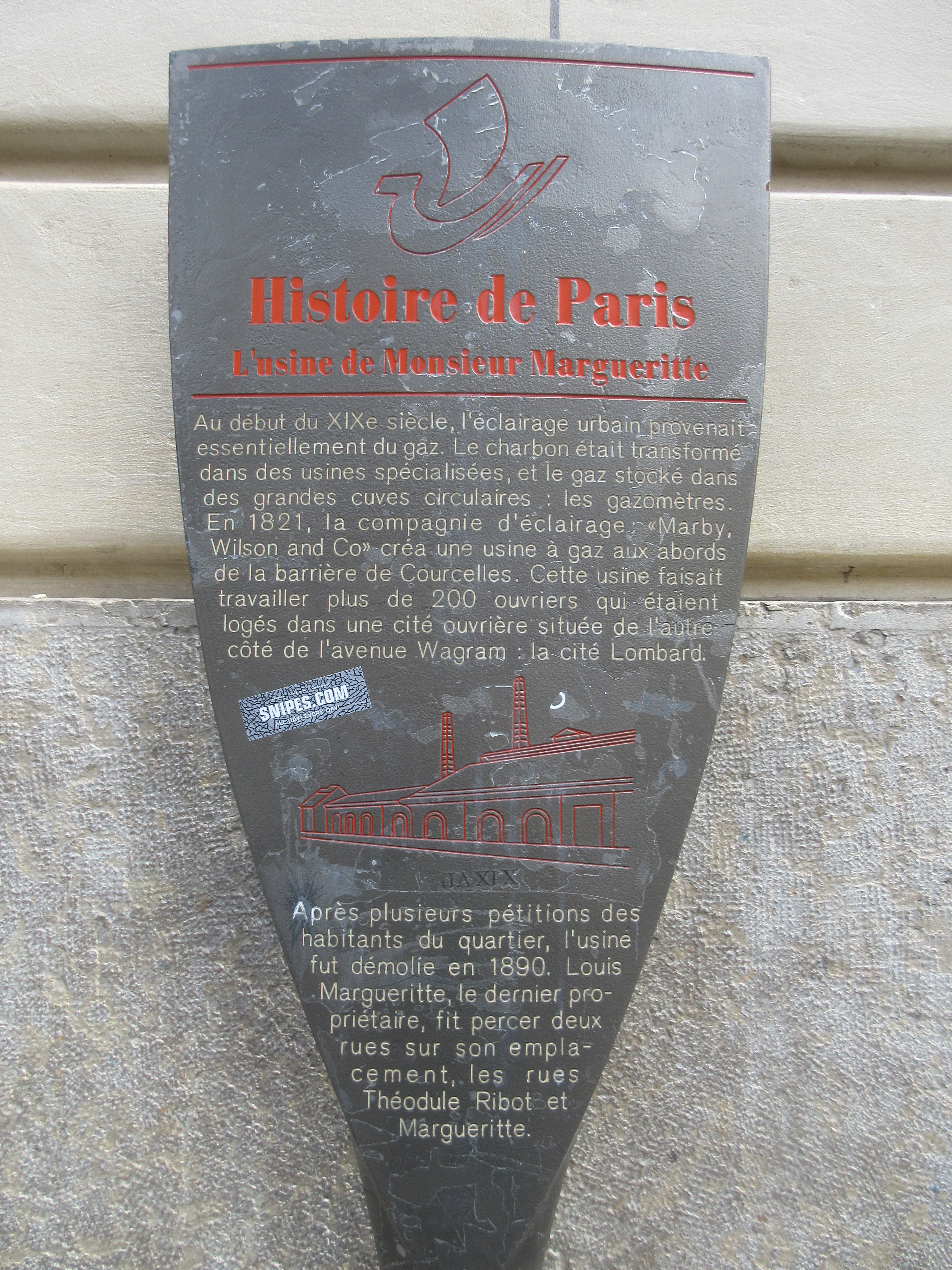
Panneau Histoire de Paris
« L'Usine de Monsieur Margueritte »

L'unité du réseau fut garantie par le monopole de canalisation des rues, accordé en 1839, pour des quartiers séparés, à six compagnies distinctes. En 1846, une ordonnance royale fixe par contrat le prix de vente du gaz à la ville de Paris et au public pour dix-huit ans avec ces six compagnies, tandis qu'une autre décide neuf ans plus tard de la fusion de ces six compagnies, pour créer la Compagnie parisienne de gaz, avec un contrat de cinquante ans.
L'un des fondateurs, avec Louis César Auguste Margueritte (1798-1857), est Jules Guichard (1827-1896), lié à la famille Dubochet, qui va devenir plus tard président de la Compagnie universelle du canal de Suez.
En 1849, le nouveau secrétaire général de l'une des six compagnies fusionnées est Jacques-Julien Dubochet, dont l'oncle Emmanuel-Vincent Dubochet l'avait dirigée aussi. La compagnie aura aussi comme directeurs Léon Gratien Bertrand (1858-1951), ingénieur en chef des Ponts et Chaussées, et Eugène Joseph de Gayffier, le beau-frère de Charles Auguste Machart. Elle a eu comme président Fernand Raoul-Duval (1833-1892).
La compagnie est la deuxième capitalisation dès 1891 à la Bourse de Paris, où les sociétés de services (banque, transport, distribution de gaz ou d'électricité) sont dominantes.
Les becs de gaz seront remplacés par des becs intensifs lorsque le gaz subit la concurrence de l'électricité, qui devient la principale source d'énergie pour l'éclairage à partir des années 1880, mais les deux sources d'énergie vont rivaliser pendant plusieurs années.
L'année 1907 voit la création d'une nouvelle société, la Société du gaz de Paris (SGP) pour l’exploitation, tandis que la ville de Paris assure les investissements.